# Épiais-Rhus
Épiais-Rhus egy község Franciaországban. Lakosainak száma 607 fő (2022. január 1.).

## Földrajza
Épiais-Rhus Theuville, Génicourt, Grisy-les-Plâtres, Livilliers és Vallangoujard községekkel határos.